# ایدر آروالو
ایدر آروالو (اسپانیایی: Éider Arévalo‎؛ زادهٔ ۹ مارس ۱۹۹۳) ورزشکار دو و میدانی اهل کلمبیا است. وی در مسابقات کشوری و بین‌المللی در مجموع برندهٔ ۱ مدال طلا شده‌است.